# Wilhelm Frorath
Wilhelm Frorath (* 18. Januar 1776 auf dem Forsthof bei Hammerstein; † 14. Juli 1839 in Hadamar) war ein deutscher Lehrer und Abgeordneter.
Frorath war der Sohn des Gutsverwalter Peter Frorath (* 21. Januar 1747) und dessen Ehefrau Anna Maria geborene Klein. Er besuchte die Lateinschule in Andernach, das Gymnasium in Koblenz und studierte dann in Würzburg. Von 1796 bis 1806 war er Hauslehrer bei Carl Lossen. Von 1806 bis 1816 war er Professor für Philosophie und Mathematik am Gymnasium in Montabaur und ab 1815 dort provisorischer Rektor. 1816 wechselte er als Rektor zum Pädagogium in Hadamar. Nach seinem Tod wurde Joseph Muth sein Nachfolger. Frorath war ein Vertreter des aufgeklärten Katholizismus.
Vor 1819 heiratete er Theresia geborene Hof(f)mann. 
In einer Nachwahl für Christian Wilhelm Snell wurde Frorath 1829 für die Gruppe der Vorsteher der Geistlichkeit und der höheren Lehranstalten in die Deputiertenkammer der Landstände des Herzogtums Nassau gewählt. Er gehörte dem Landtag bis 1832 an.
Frorath war der Autor vieler Werke zu pädagogischen Fragen und von Schulbüchern.